# Ciénega de Zimatlán
Ciénega de Zimatlán là một đô thị thuộc bang Oaxaca, México. Năm 2005, dân số của đô thị này là 2562 người.